# Акунья Нуньес, Хуан Виталио
Хуан Виталио Акунья Нуньес (исп. Juan Vitalio Acuña Nuñez, 27 января 1925 года, Никеро, провинция Орьенте, Куба — 31 августа 1967 года, переправа Иесо близ города Вальягранде, департамент Санта-Крус, Боливия) — кубинский военный деятель, один из активных участников Кубинской революции, член ЦК Коммунистической партии Кубы, майор. Ближайший сподвижник Эрнесто Че Гевары, член Армии национального освобождения Боливии.

## Биография
Хуан Виталио Акунья Нуньес родился 27 января 1925 года в имении «Кончита» селения Нигуэро сельской местности Пуриаль де Викара (исп.  Purial de Vicara, провинция Ориенте, Сьерра-Маэстра), в бедной крестьянской семье Иесуса Акуньи и Лидии Нуньес.  Положение семьи, которая не имела своего дома и прислуживала в имении, не позволило Хуану получить полного начального образования. Он едва научился читать и писать и, уйдя из 5 класса, работал на уборке сахарного тростника и сортировке кофе. Его мачеха Либрада Кардеро Диас вспоминала, что Хуан, несмотря на тяжёлую работу, был человеком жизнерадостным и весёлым, любил выдумывать забавные истории и беззлобные розыгрыши.

### Кубинская революция
Либрада Кардеро вспоминала и о другом качестве Хуана Акуньи — его неприятии злоупотреблений и несправедливости. Узнав о высадке Фиделя Кастро и его товарищей с яхты «Гранма», её пасынок принял решение поддержать их и 24 апреля 1957 года ушёл из дома на поиски Повстанческой армии. Жену и детей он оставил на попечение отца. 10 мая того же года Хуан Акунья Нуньес присоединился к основным силам Революционного движения 26 июля и был ранен 28 мая в бою при Уверо. В этом бою он спас от гибели Хуана Альмейду и вскоре был назначен одним из пяти бойцов возглавляемой Фиделем Кастро 1-й колонны им. Хосе Марти, которые вместе с Эрнесто Че Геварой и Хоэлем Иглесиасом должны были заботиться о раненых. Они остановились в Пеладеро в доме семьи Пардо и провели там около месяца. За это время раненые встали на ноги, а импровизированный госпиталь пополнился добровольцами и превратился в небольшой отряд. В июне Че Гевара, имея под командованием уже 36 бойцов, вышел на поиски Повстанческой армии и поручил Акунье Нуньесу возглавить авангард. В июле 1957 года отряд соединился с основными силами и Фидель Кастро произвел Че Гевару в майоры, а Хуана Акунью Нуньеса, получившего прозвище «Вило», в лейтенанты. Вчерашний крестьянин в офицерском звании воевал в составе 4-й колонны Че Гевары в горах Сьерра-Маэстра, участвовал в боях при Эль Омбрито (El Hombrito), Мар Верде (Mar Verde), Оро де Гуиса (Oro de Guisa) и Лас Миньяс (Las Minas). В бою при Пино дель Агуа он спас от гибели Камило Сьенфуэгоса, вынес его в гамаке в безопасное место и некоторое время отвечал за его выздоровление. В мае 1958 года Че Гевара присвоил Хуану Акунье звание капитана, а летом 1958 года его назначили начальником штаба колонны майора Гильермо Гарсиа Фриаса III фронта Повстанческой армии, которым командовал Хуан Альмейда. В ноябре того же года он стал командиром одной из колонн Третьего фронта.
8 января 1959 года Хуан Акунья вместе с войсками Фиделя Кастро вступил в Гавану.
После победы Кубинской революции Акунья продолжил служить в Повстанческой армии, реорганизованной в Революционные вооруженные силы Кубы. Он был командиром роты бронеавтомобилей (Соединение № 1700) в кубинском Манагуа (провинция Лас-Тунас), участвовал в подавлении контрреволюционных выступлений в районе Матансаса и в болотах Сапата. Затем Хуан Акунья был направлен на учёбу и в 1964 году окончил Высшую военную школу. Он получил назначение начальником тренировочной базы в провинции Матансас, готовившей кадры для партизанской борьбы за рубежом, воевал во Вьетнаме и Конго. К ноябрю 1966 года майор Акунья командовал соединением Западной армии в Гуанабакоа (Guanabacoa) провинции Гавана. Он вступил в Единую партию социалистической революции Кубы, а в октябре 1965 года вошёл в состав первого Центрального комитета Коммунистической партии Кубы. Однако этот карьерный взлёт не изменил характера «Вило». Либрада Кордеро вспоминала, что он остался простым в общении и во время отпусков домой сразу же расставался с военной формой и развлекал 11 своих младших братьев. Однажды он прилетел в Пуриаль на вертолёте, что вызвало всеобщий восторг. Собравшиеся в имении жители бросали вверх шляпы и рубашки, что вызвало у Хуана приступ неудержимого смеха. Позднее он объяснил, что представил себе, как потом крестьяне будут искать свои разбросанные вещи….

### В Боливии
Майор Хуан Акунья принял предложение Эрнесто Че Гевары покинуть Кубу и принять участие в создании повстанческого очага в Южной Америке. 24 ноября 1966 года через Бразилию он прибыл в Боливию по панамскому паспорту № 65736 на имя Хоакина Риверы Нуньеса и вскоре появился на ранчо «Каламина», где уже находился Эрнесто Че Гевара и будущие бойцы его отряда, в основном офицеры кубинской армии. 12 декабря при распределении должностей Че Гевара назначил Хуана Акунью Нуньеса, носившего в Боливии псевдоним «Хоакин» своим заместителем по военной части. 
«Этот немолодой, сутулый и по-крестьянски неторопливый в речах и действиях человек пользовался общим уважением» — так описал «Хоакина» в своей книге о Че Геваре В. А. Алексеев.
 Он участвовал в первом, 48-дневном тренировочном походе отряда Че Гевары 1 февраля — 19 марта 1967 года. 24 марта партизаны, совершившие нападения на боливийскую армию, оставили виллу «Каламина» и расположенный рядом лагерь «М-26» и отправились в новый рейд. «Хоакин» возглавил арьергард отряда, получив в подчинение 4 кубинцев, 5 боливийцев и четверых разжалованных Че Геварой в «кандидаты» бойцов, тоже боливийцев. На следующий день, 25 марта Че Гевара объявил свой отряд Армией национального освобождения Боливии.

### Последний рейд
Однако ситуация складывалась не в пользу партизан. 17 апреля близ местечка Белья-Виста Че Гевара разделил свой отряд на две части. Он передал в подчинение «Хоакину» 17 человек и приказал провести небольшую боевую операцию в окрестностях Белья-Виста, чтобы отвлечь внимание от основных сил. Затем отряд «Хоакина» должен был дожидаться Че Гевару три дня, а если встречи не произойдет — оставаться в этой зоне, не вступать во фронтальные бои и все-таки ждать главный отряд. В подчинении Хуана Акуньи Нуньеса оказались заболевшие команданте «Алехандро» (кубинский майор Густаво Мачин Оед де Бече), Тамара «Таня» Бунке, Моисес Гевара и боливиец Серапио Акино Тудела, «Маркос» (кубинский майор Антонио Санчес Диас), «Браулио» (кубинский лейтенант Израиль Рейес Сайяс), боливиец «Виктор» (Касильдо Кондори Варгас), боливиец «Вальтер» (Вальтер Аренсибиа Айала), боливиец «Поло» (Аполинар Акино Киспе), боливиец «Педро» (один из лидеров боливийского комсомола Антонио Фернандес), перуанский врач «Негро» (Хосе Реституто Кабрера Флорес), боливийский врач «Эрнесто» (Фредди Маймура Уртадо) и четверо «разжалованных» боливийцев — «Пако», «Пепе», «Чинголо» и «Эусебио». После этого связь между двумя отрядами полностью прекратилась — отряд «Хоакина» продвигался по северному берегу реки Рио-Гранде, в то время как Че Гевара действовал на южном берегу. Боливийский климат оказался враждебен Акунье Нуньесу — его ноги распухли так, что он с трудом надевал брюки и, выбросив единственную пару обуви, шёл босиком. Командир отряда жаловался подчинённым на то, что стал для них обузой,

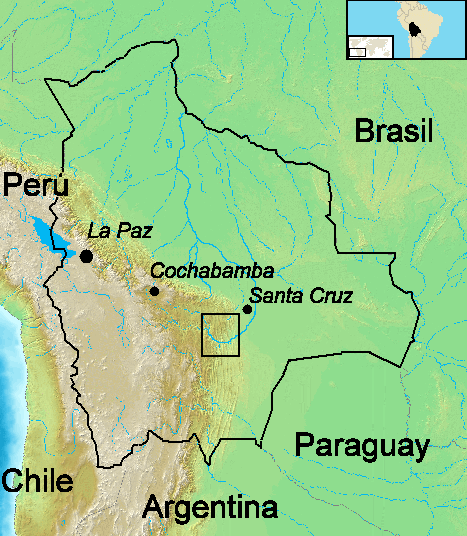
Район действия отрядов Че Гевары и «Хоакина»

23 мая из отряда бежал «разжалованный» боливиец «Пепе» (Хулио Веласко Монтанья). Вскоре он сдался в плен боливийским войскам и под пытками рассказал все, что знал об отряде «Хоакина». Это его не спасло: 29 мая он всё же был убит солдатами. Вскоре подразделения 4-й и 8-й дивизий боливийской армии, в рамках операции «Парабаньо», разработанной для района севернее реки Рио-Гранде, начали целенаправленные поиски отделившегося отряда. Когда в районе Белья-Висты армейские вертолеты начали искать партизан с воздуха, а боливийские ВВС обрабатывать джунгли напалмом, «Хоакин» принял решение уйти из определенной Че Геварой зоны.
4 июня отряд теряет «Маркоса» и «Виктора», которые попадают в засаду, отправившись к крестьянам за продуктами. После этого больше месяца «Хоакину» удается уходить от боливийской армии. 9 июля на реке Игера отстал от отряда и был убит в стычке с войсками боливиец Серапио. Ещё через месяц, 9 августа, в бою погибает боливиец «Педро». Затем из отряда бегут «разжалованные» Эусебио и Чинголо, которые дают властям новую информацию о состоянии партизан, их тайниках и планах.

### Последний бой
С оставшимися 10 бойцами «Хоакин» вновь отправляется на поиски отряда Че Гевары. 30 августа он вышел к реке Рио-Гранде, к хижине крестьянина Онорато Рохаса, уже знакомого партизанам по весеннему тренировочному походу. В этот момент в доме у Рохаса находился военнослужащий боливийской армии — санитар Фаустино Гарсия. Сопровождавший его рядовой Фидель Реа охотился неподалёку. Выстрелы Реа встревожили повстанцев, однако, не обнаружив у хижины Рохаса ничего подозрительного, они решили воспользоваться его помощью.
Онорато Рохас, которому власти пообещали 3 000 долларов за помощь в борьбе с партизанами, вызвался показать «Хоакину» хороший брод через Рио-Гранде и снабдить отряд продуктами. Когда партизаны ушли, оставив Рохасу деньги, тот послал своего 8-летнего сына в гарнизон Ла-Лоха в 13 километрах от хижины. На рассвете 31 августа к дому Рохаса подошло подразделение капитана Марио Варгаса Салинаса.
В 17:00 к Онорато Рохасу пришёл «Хоакин» со своими бойцами. Они взяли продукты и, сопровождаемые Рохасом, отправились к переправе Иесо (Vado del Yeso)  известной также как брод Пуэрто Маурисио (Puerto Mauricio), где капитан Варгас уже устроил засаду.
Около 18:00 Рохас попрощался с бойцами на берегу Рио-Гранде и ушёл. «Хоакин», не выслав вперед разведку и не изучив обстановку, начал переправу всего отряда. Первым с мачете в руках пошёл Браулио, вторым «Алехандро», за ними Тамара Бунке и остальные, сам «Хоакин» замыкал колонну. Когда боливийские солдаты открыли огонь, все 10 бойцов отряда уже находились в воде. Большинство партизан были убиты на месте, сам «Хоакин» успел выбраться из реки, и упал замертво на берегу.
По капризу судьбы на следующий день, 1 сентября 1967 года, к дому Онорато Рохаса вышел отряд Че Гевары, встречи с которым «Хоакин» искал четыре месяца. 4 сентября Че Гевара узнал о гибели соратников из передачи боливийского радио.